# Inga Lindström (serie televisiva)
Inga Lindström è una serie di film per la televisione tedesca di genere sentimentale adattati dalle opere della scrittrice Christiane Sadlo, in onda dal 2004 sulla rete televisiva tedesca ZDF. 
La serie presenta episodi autoconclusivi di una durata media di 60-80 minuti ed è convenzionalmente suddivisa in 19 stagioni, una per anno solare. I film raccontano storie sentimentali, dalla trama semplice e lineare, ambientate spesso in Svezia e nei paesi scandinavi. In Italia i film sono trasmessi su Canale 5, solitamente durante la programmazione estiva.

## Episodi
| Stagione                 | Episodi | Prima TV originale | Prima TV Italia |
| ------------------------ | ------- | ------------------ | --------------- |
| Prima stagione           | 4       | 2004               |                 |
| Seconda stagione         | 6       | 2005               |                 |
| Terza stagione           | 5       | 2006               |                 |
| Quarta stagione          | 5       | 2007               |                 |
| Quinta stagione          | 6       | 2008               |                 |
| Sesta stagione           | 5       | 2009               |                 |
| Settima stagione         | 4       | 2010               |                 |
| Ottava stagione          | 6       | 2011               |                 |
| Nona stagione            | 5       | 2012               |                 |
| Decima stagione          | 5       | 2013               |                 |
| Undicesima stagione      | 3       | 2014               |                 |
| Dodicesima stagione      | 6       | 2015               |                 |
| Tredicesima stagione     | 6       | 2016               |                 |
| Quattordicesima stagione | 6       | 2017               |                 |
| Quindicesima stagione    | 6       | 2018               |                 |
| Sedicesima stagione      | 5       | 2019               |                 |
| Diciassettesima stagione | 3       | 2020               |                 |
| Diciottesima stagione    | 6       | 2021               |                 |
| Diciannovesima stagione  | 2       | 2022               |                 |